# 藤原清輔
藤原 清輔（ふじわら の きよすけ）は、平安時代末期の公家・歌人。藤原北家末茂流、左京大夫・藤原顕輔の次男。官位は正四位下・太皇太后宮大進。初名は隆長。六条を号す。六条藤家3代。小倉百人一首では藤原清輔朝臣。

## 経歴
天養元年（1144年）、崇徳上皇より父・顕輔が勅撰集『詞花和歌集』の撰集を命ぜられ、清輔もその補助に当たったが、顕輔と対立し、ほとんど清輔の意見は採用されなかったという。その後も父に疎まれ昇進面で支援を得られなかったためか、40歳代後半まで位階は従五位下に留まった。
二条天皇に重用され『続詞花和歌集』を撰したが、奏覧前に天皇が崩御し勅撰和歌集にならなかった。久寿2年（1155年）、父から人麻呂影供（ひとまろえいぐ）を伝授され、六条藤家を継ぐ。御子左家の藤原俊成に対抗した。
保元元年（1156年）従四位下。のち太皇太后宮大進に任ぜられ、藤原多子に仕えた。共に仕えた同僚平経盛とは弟・重家と共に親密な交流を持った。

## 人物
多くの著作を残し六条藤家歌学を確立しただけでなく、平安時代の歌学の大成者とされる。公的な場で歌を詠むには古い歌集をみるべきだといって『万葉集』を繰り返し読んだという。歌人として認められてからは多くの歌合の判者を務め、歌壇を牽引する存在となった。『千載和歌集』（19首）以下の勅撰和歌集に89首が入集。家集に『清輔朝臣集』が、歌学書には、『袋草紙』『奥義抄』『和歌一字抄』などがある。
- 小倉百人一首
  - 84番 ながらへば またこのごろや しのばれむ 憂しと見し世ぞ 今は恋しき （『新古今和歌集』雑1843）

## 系譜
- 父：藤原顕輔
- 母：高階能遠の娘
- 妻：不詳
  - 男子：尋顕
  - 男子：公寛
- 養子女
  - 養子：藤原清季 - 実は藤原家基の子